# کیبوتص (فیلم)
«کیبوتص» (عبری: קיבוץ) فیلمی در ژانر مستند محصول اسرائیل است. این فیلم دربارهٔ کیبوتصی به نام هولاتا  (عبری: חוּלָתָה) در شمال اسرائیل، در درهٔ هولا (عبری: עמק החולה) است. کارگردان این فیلم به مدت ۳۰ سال در این کیبوتص زندگی کرد.